# Glyptorhaestus koreator
Glyptorhaestus koreator là một loài tò vò trong họ Ichneumonidae.